# Espiga de Oro
Espiga de Oro (în română Spicul de Aur) este un premiu acordat de juriul internațional al Festivalul Internațional de Film de la Valladolid numită și Seminci, cu un premiu de 50.000 de euro pentru lungmetraje și 10.000 de euro pentru scurtmetraje. Premiul, recunoașterea principală a concursului, este înmânat la gala de închidere care are loc la Teatrul Calderón din Valladolid.

## Istoric
În primele două ediții ale Seminci, apoi Săptămâna cinematografiei religioase din Valladolid nu au avut un caracter competitiv și prin urmare, nu au fost acordate premii. În 1958, în cadrul celei de-a treia ediții a fost acordat premiul Dom Bosco, aur pentru filmul câștigător și argint pentru filmul finalist, împreună cu o Mențiune Specială. 
Existența premiului Dom Bosco a fost efemeră, pentru că un an mai târziu a dat loc la Labaro, în două modalități, aur pentru filmul câștigător și argint pentru filmul finalist, în timp ce premiul Mențiunea Specială a fost înlocuită de Premio Ciudad de Valladolid (Premiul orașului Valladolid). În primul său an de viață, Labaro de Oro a fost acordat filmului englez The Prisoner al regizorului Peter Glenville, la categoria lungmetraj și Die Weltenuhr, la categoria scurtmetraj.
Espiga a apărut în cea de-a cincea ediție a SEMINCI în 1960, când, deși nu a fost premiu principal al festivalului, a trebuit să împartă rolul cu Lábaro, Premio Ciudad de Valladolid și Mențiunea specială. De-a lungul edițiilor următoare, festivalul a menținut aceste premii, cărora în 1961, i s-a alăturat Premiul San Gregorio.
În anul 1974, la cea de-a noua ediție a festivalului, Labaro a dispărut în sfârșit, astfel încât de atunci încoace, Espiga de Aur și Argint au devenit principalele premii ale festivalului.

## Palmaresul festivalului (numai lungmetraje)
| Anul | Film                            | Regia             | Țara         |
| ---- | ------------------------------- | ----------------- | ------------ |
| 1956 | Nicio competiție                |                   |              |
| 1957 | Nicio competiție                |                   |              |
| 1958 | Celui qui doit mourir           | Jules Dassin      | Franța       |
| 1959 | The Prisoner                    | Peter Glenville   | Regatul Unit |
| 1960 | A șaptea pecete                 | Ingmar Bergman    | Suedia       |
| 1961 | Izvorul fecioarei               | Ingmar Bergman    | Suedia       |
| 1962 | Il posto                        | Ermanno Olmi      | Italia       |
| 1963 | Procesul Ioanei d'Arc           | Robert Bresson    | Franța       |
| 1964 | Mort, où est ta victoire?       | Hervé Bromberger  | Franța       |
| 1965 | Skoplje '63                     | Veljko Bulajic    | Iugoslavia   |
| 1966 | Los comulgantes                 | Ingmar Bergman    | Suedia       |
| 1967 | Francis of Assisi               | Liliana Cavani    | Italia       |
| 1968 | Privilege                       | Peter Watkins     | Regatul Unit |
| 1969 | Sangre de condor (Yawar Mallku) | Jorge Sanjinés    | Bolivia      |
| 1970 | Copilul sălbatic                | François Truffaut | Franța       |